# (35387) 1997 WY44
1997 WY44 (asteroide 35387) é um asteroide da cintura principal. Possui uma excentricidade de 0.20153910 e uma inclinação de 2.96446º.
Este asteroide foi descoberto no dia 29 de novembro de 1997 por LINEAR em Socorro.